# Lore Heuermann
Lore Heuermann (* 1. März 1937 in Münster; † 5. April 2025 in Wien) war eine deutsch-österreichische bildende Künstlerin, Grafikerin und Zeichnerin.

## Leben
Die im westfälischen Münster geborene Lore Heuermann kam 1956 nach Wien. 1957/58 studierte sie an der Akademie der bildenden Künste Wien und 1958 an der Pariser Académie de la Grande Chaumière. In den 1960er Jahren machte sie Studienreisen nach Griechenland, in die Türkei, nach Syrien, Jordanien, in den Libanon und nach Ägypten, sowie 1978 nach Sizilien und Lampedusa in Italien. Seit Beginn der 1980er Jahre bereiste sie Länder fast aller Kontinente, darunter befanden sich 1984 ein Arbeits- und Studienaufenthalt bei Harvey Littleton (siehe Studioglasbewegung) in North Carolina (USA) und 1997/98 ein sechsmonatiges Stipendium in Fujino (Japan), sowie anlässlich von Ausstellungen und Performances.
Sie war Mitglied der Grazer Autorinnen Autorenversammlung (GAV) und seit dem Jahr 2000 der IG Bildende Kunst in Wien. 2005 war sie Kuratorin der Ausstellung Frauen machen Druck in der Galerie im Sitzungssaal in Wien.
Lore Heuermann war mit dem Schriftsteller und Berliner Gastwirt Oswald Wiener (1935–2021) verheiratet, von dem sie seit 1964 geschieden war. Aus der Verbindung gingen zwei Töchter und ein Sohn hervor, darunter die Fernsehköchin und Unternehmerin Sarah Wiener (* 1962). Heuermann lebte und arbeitete seit den 1950er Jahren in Wien, wo sie am 5. April 2025 im Alter von 88 Jahren in einem Pflegeheim starb.

## Ehrungen und Auszeichnungen (Auswahl)
- Förderungspreis der Zentralsparkasse, Wien.
- Theodor-Körner-Preis, Wien.
- Großer Preis des Wiener Kunstfonds.
- Coppa di Lampedusa, 1980 (del Premio internationale di Pittura, Lampedusa, Italien).
- 5. Preis di Lampedusa, 1983 (del 2. Premio internationale di Pittura, Lampedusa, Italien).
- Österreichischer Grafikwettbewerb in Innsbruck/Tirol: Preis des Landes Vorarlberg, 2002.
- Peter-Rath-Preis, Wien und Tschechoslowakei, 2005
- Goldenes Verdienstzeichen des Landes Wien, 2009[6]
- Preis der Stadt Wien für Bildende Kunst, 2009[7]

## Werke (Auswahl)
- Bedruckte Kartoffeldruck Jackenbluse. („Ready-Made“; 2002).

## Ausstellungen (Auswahl)
- 1998: Lore Heuermann. Wien Artsphere III
- 2009: IN DIE WELT:AUS MIR. kunstGarten-Artist in Residence 2009, Kunstgarten Graz.[1]
- 2009: Lore Heuermann in der Alten Lederfabrik in Halle.[2]
- 2011: Menschen in Bewegung. (rittergallery, Klagenfurt)[8]

## Publikationen
- Bewegung im Zeitstrom. Ritter, Klagenfurt 1996, ISBN 3-85415-208-6.
- Lore Heuermann. Gallery Crillon Tokyo. Aoyama-chô. Text und Kritik in: Ausstellungskatalog zu Lore Heuermann. Wien Artsphere III (1998).
- Undurchsichtig wie bewegtes Wasser. Ritter, Klagenfurt 2000, ISBN 3-85415-287-6.
- Hinter den Blättern. Ritter, Klagenfurt 2003, ISBN 3-85415-351-1.
- Auf der Höhe der Zeit. Ritter, Klagenfurt 2008.
- Metall ändert Zeit. Ritter, Klagenfurt 2011.

Eigene Kataloge (Auswahl)
- Museum für angewandte Kunst, 1972.
- Forum Stadtpark, 1973.
- Galerie Arti Visive, Rom, Italien, 1973
- Kunstamt Neukölln, 1973.
- 13. Kongress der sozialistischen Internationale, Genf, Schweiz, 1976
- Wiener Secession und Academie de San Fernando, 1988.
- Sonderausstellung Glasmuseum Rheinbach, Rheinbach, BRD, 1996
- Chongqing Fine Art Museum China 2000
- Das Flüchtende des Augenblicks – L’amore fa passare il tempo, il tempo fa passare l’amore. Projekt Theater Studio Wien, 2002.
- On the peak of time Künstlerhaus. Wien 2008

## Rezeptionen und Reportagen (Auswahl)
- Erhard Stackl in: profil, 1973.
- Erwin Hultsch: Anstoß und Argumente, 1972.
- Artikel in Die Frau, 4/1972.
- Karin Katrein: Durch Widerstände gewachsen. In: Die Presse.
- Ö1: Von Tag zu Tag mit Peter Huemer,
- Ö1: Menschenbilder mit Christl Finkenstätt
- Ruth Aspöck: Interview mit Lore Heuermann in: Die Brause.
- Bernd Czechner: Bewegung im Zeitstrom. In: Kleine Zeitung, 1996
- Arturo Silva: Two nations under one art banner. In: Japan Times.
- Peter Baum: Lore stellt ihren Mann. In: Menschenbilder, 1971.
- Peter Baum: Alte und moderne Kunst. In: Menschenbilder, 1987.
- Robert H. Reichardt: Menschliches Alphabet. 1978
- Theo Scheufele: Lore Heuermanns Bild-Zyklen und die Erfahrung von Zeit. Historisches Museum der Stadt Osnabrück, 1983.
- Peter Möseneder: Rote Acrylriesen bevölkern den März. In: OÖ Nachrichten.
- Manfred Mixner: Bewegungszyklus. In: Wiener Kunsthefte, 1973/74.
- Franz Thek: Skripturen in Bewegung. In: OÖ Nachrichten, 15. Jänner 2000.